# Ernst Zörner
Ernst Zörner, född 27 juni 1895 i Nordhausen, död 21 december 1945, var en tysk nazistisk politiker. Han var ordförande för Braunschweigischer Landtag 1930–1933. Från 1933 till 1937 var han överborgmästare i Dresden. Efter Tysklands invasion av Polen 1939 utsågs Zörner till borgmästare i Kraków, innan han den 1 februari 1940 blev guvernör för distriktet Lublin i Generalguvernementet.

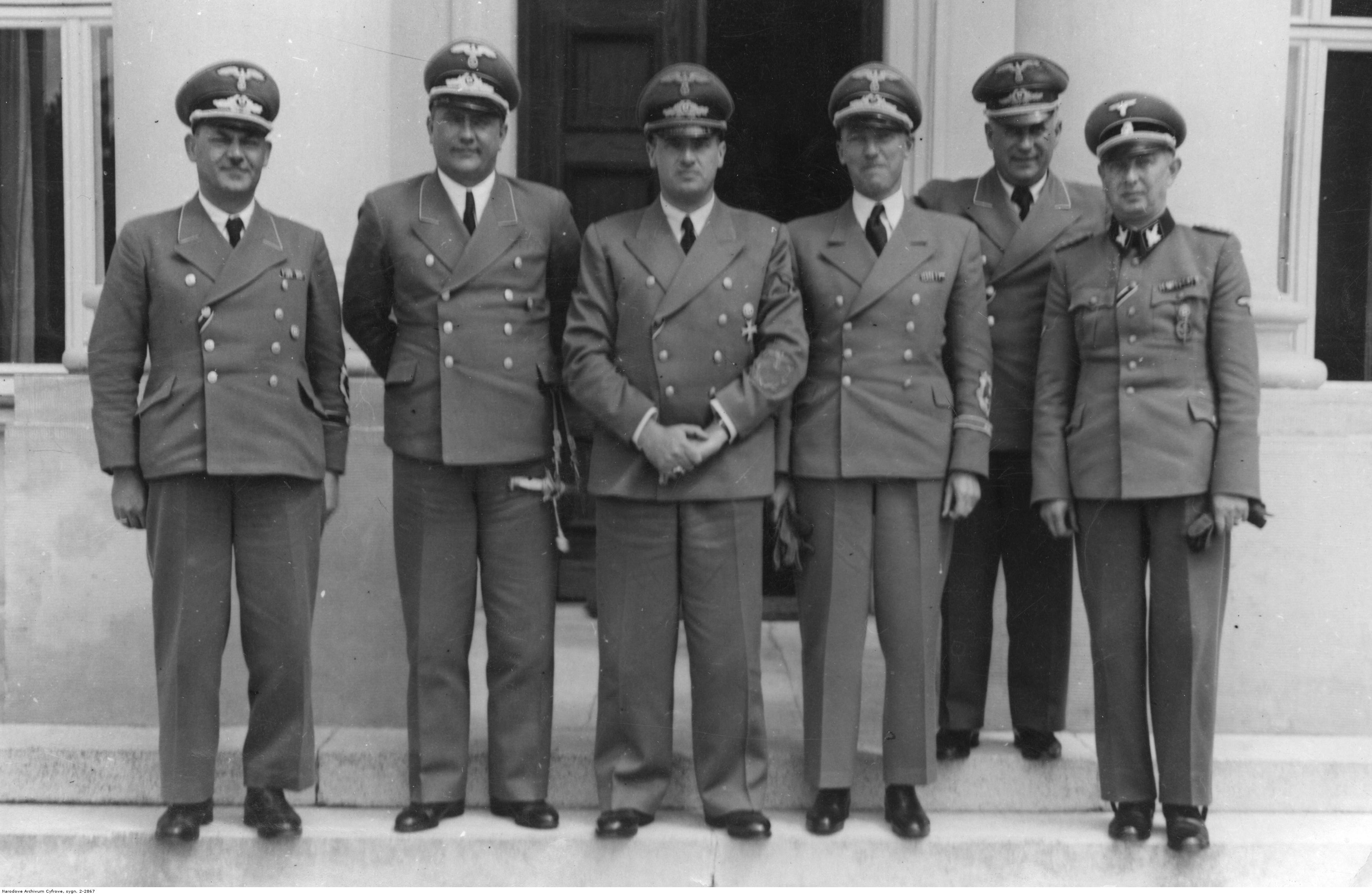
Ernst Zörner (andre man från höger) med Ernst Kundt, Ludwig Fischer, Hans Frank, Otto Wächter och Richard Wendler.

## Guvernör i Lublin
Under Zörners tid som guvernör i Lublin ägde Aktion Zamość rum. Tiotusentals polacker fördrevs från sina bostäder under överinseende av SS- och polischefen i Lublin, Odilo Globocnik. Zörner kritiserade Globocniks och SS:s brutala genomförande av Aktion Zamość och även den tyska ockupationspolitiken i allmänhet. Detta ledde till att Zörner i april 1943 avskedades från sin guvernörspost och blev ekonomisk rådgivare vid östfronten.
Zörner försvann 1945. Han dödförklarades i mars 1960 och hans dödsdatum fastställdes till den 21 december 1945.